# Parmonangan (Pakkat)
Parmonangan is een bestuurslaag in het regentschap Humbang Hasundutan van de provincie Noord-Sumatra, Indonesië. Parmonangan telt 677 inwoners (volkstelling 2010).